# Wladimir Alexandrowitsch Sollogub

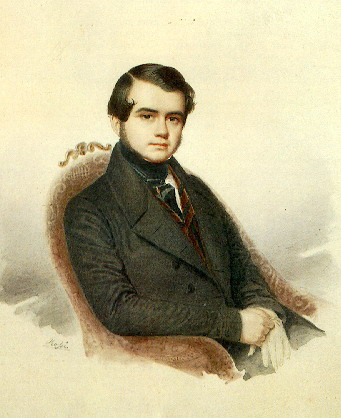
Wladimir Sollogub

Graf Wladimir Alexandrowitsch Sollogub (russisch Владимир Александрович Соллогуб, wiss. Transliteration Vladimir Alexandrovič Sollogub; * 8. Augustjul. / 20. August 1813greg. in Sankt Petersburg; † 5. Junijul. / 17. Juni 1882greg. in Bad Homburg vor der Höhe) war ein russischer Schriftsteller.

## Leben
Sein Vater war Graf Alexander Iwanowitsch Sollogub (1787–1843), sein Großvater Graf Jan (Iwan) Antonowitsch Sollogub (1742 oder 1747 – um 1812), Generaladjutant des polnischen Königs Stanislaus II. August (1774), später Generalmajor der russischen Armee (1776), Großgrundbesitzer von litauischem Uradel, der sein riesiges Vermögen durch Heirat mit Natalja Naryschkina, einer Verwandten des russischen Zaren, vermehrte. Alexander Sollogub, der Vater des Schriftstellers, verschleudert schnell seinen Erbanteil des Familienbesitzes und war in Sankt Petersburg als Dandy bekannt. Seine Liebe zum Theater, zur Musik und zur Malerei beeinflusst die Erziehung seines Sohnes Wladimir. Dieser ist wiederum der Urgroßvater der französischen Schauspielerin, Drehbuchautorin und Produzentin Macha Méril (* 1940; Pseudonym von Marija Wladimirowna Magdalene Gagarina, französisch Marie-Madeleine Gagarine).
Er studierte an der Kaiserlichen Universität Dorpat, schlug dann die diplomatische Laufbahn ein und erhielt einen Posten bei der russischen Gesandtschaft in Wien. Später wurde er vom Ministerium des Innern in den Süden Russlands abkommandiert, um statistische Nachrichten über die südlichen Gouvernements zu sammeln. Nachdem er sich vom Staatsdienst zurückgezogen hatte, nahm er seinen Wohnsitz in Dorpat und starb am 17. Juni 1882 im Bad Homburg. Beigesetzt wurde er auf dem Friedhof des Donskoi-Klosters in Moskau.
Sein Hauptwerk ist Tarantas (1845; deutsch Leipzig 1847), eine humoristische Schilderung der verschiedenen Gesellschaftsschichten in der russischen Provinz. Außerdem schrieb Sollogub zahlreiche Novellen und Erzählungen, darunter die Geschichte zweier Galoschen und Die große Welt, die nach zeitgenössischer Einschätzung von Phantasie und Beobachtungsgabe zeugen, denen es jedoch an künstlerischer Tiefe mangelt. Gelegentlich versuchte sich Sollogub auch als Theaterdichter, zum Beispiel mit dem Lustspiel Der Beamte (1857), und veröffentlichte unter anderem Erinnerungen an Gogol, Puschkin und Lermontow (deutsch, Dorpat 1883).